# Baby I Need Your Love
«Baby I Need Your Love» (en español: «Cariño, necesito tu amor») es el cuarto sencillo del álbum Big Fun de la cantante alemana C.C. Catch. La canción fue compuesta, arreglada y producida por el alemán Dieter Bohlen.

## Sencillos
7" sencillo Hansa 112 478, 1988
1. «Baby I Need Your Love» - 3:05
2. «Night In Africa» - 4:11

12" Maxisencillo Hansa 612 478, 1989
1. «Baby I Need Your Love» (Long Version) - 4:46
2. «Night In Africa» - 4:11
3. «Baby I Need Your Love» - 3:05

CD sencillo Hansa 662 478, 1989
1. «Baby I Need Your Love» (Long Version) - 4:46
2. «Night In Africa» - 4:11
3. «Baby I Need Your Love» - 3:05

## Créditos
- Letra y música - Dieter Bohlen
- Arreglos - Dieter Bohlen
- Producción - Dieter Bohlen
- Coproducción - Luis Rodríguez
- Diseño - Ariola Studios
- Fotografía - Herbert W. Hesselmann
- Distribución - RCA/Ariola